# Condado de Wilkes (Geórgia)
O Condado de Wilkes é um dos 159 condados do Estado americano de Geórgia. A sede do condado é Washington, e sua maior cidade é Washington. O condado possui uma área de 1 228 km², uma população de 10 687 habitantes, e uma densidade populacional de 9 hab/km² (segundo o censo nacional de 2000). O condado foi fundado em 25 de fevereiro de 1784.